# Otovský potok
Otovský potok je přírodní rezervace v okrese Český Krumlov. Nachází se na Šumavě v katastrálním území zaniklé vesnice Jasánky. Rozkládá se podél Otovského potoka, u česko-rakouské státní hranice, čtyři kilometry západně od osady Svatý Tomáš. Je součástí Chráněné krajinné oblasti Šumava. 

## Předmět ochrany
Předmětem ochrany jsou prameniště, rašeliniště a mokřady v nivě přirozeně meandrujícího Otovského potoka a Schwarzenberského kanálu a jejich přítoků.